# Nógrádi Róbert
Nógrádi Róbert (Dombóvár, 1928. november 15. – Pécs, 1989. június 16.) Jászai Mari-díjas magyar színházi rendező, színigazgató, érdemes művész, a Pécsi Nemzeti Színház örökös tagja.

## Életpályája
1928-ban született Dombóváron. Tanulmányait a Színművészeti Főiskolán (1947-1950) és a moszkvai Lunacsarszkij Színművészeti Intézet rendező szakán végezte (1950-1955). 1955-1956 között a Nemzeti Színház tagja volt. 1956-1960 között a szolnoki Szigligeti Színház rendezője, majd főrendezője. 1960-1962 között egy-egy évig a Magyar Néphadsereg Színháza és a Thalia Színház rendezője volt. 1962-től nyugdíjba vonulásáig, 1988-ig a Pécsi Nemzeti Színház igazgatója volt. Igazgatósága alatt kezdte meg működését az operaegyüttes, kibontakozott a Pécsi Balett, és új tagozatként csatlakozott a színházhoz a Bóbita Bábegyüttes. Igazgatása alatt fontosnak tartotta magyar drámák, magyar szerzők bemutatását (Illyés Gyula, Hernádi Gyula). Direktorsága utolsó éveiben sokat dolgozott a pécsi színház épületének felújításának megszervezésén. 1989-ben hunyt el.

## Főbb rendezései
- Shakespeare: Othello
- Arbuzov: Vándorévek
- Dobozy Imre: Szélvihar
- Gorkij: Éjjeli menedékhely
- O'Neill: Amerikai Elektra
- Brecht: Antigoné
- Brecht: Kivétel és szabály
- Sartre: A legyek
- Cassona: Portugál királyné
- O'Neill: A költő és üzlete
- Shakespeare: Sok hűhó semmiért
- Williams: Tetovált rózsa
- Anouilh: Meghívás a kastélyba
- Illyés Gyula: Testvérek
- Katona József-Illyés Gyula: Bánk bán

## Díjai és kitüntetései
- Jászai Mari díj (1969)
- Érdemes művész (1987)